# Ophiogomphus
Ophiogomphus je rod vážek z čeledi klínatkovití. Česky je rod pojmenovaný klínatka, stejně jako rody Gomphus, Onychogomphus a Stylurus. Na celém světě existuje asi 29 druhů tohoto rodu. V Česku se vyskytuje jen jeden druh, klínatka rohatá.